# Uładzimir Kanaplou
Uładzimir Mikałajewicz Kanaplou (biał. Уладзiмiр Мікалаевіч Канаплёў, ros. Владимир Николаевич Кoнoплёв, Władimir Nikołajewicz Konoplow, ur. 3 stycznia 1954 we wsi Akulincy) – białoruski polityk, deputowany do Rady Najwyższej Republiki Białorusi XIII kadencji, deputowany (1996–2007) i przewodniczący Izby Reprezentantów Zgromadzenia Narodowego Republiki Białorusi (2004–2007).

## Życiorys
W 1975 ukończył studia w zakresie geografii w Mohylewskim Państwowym Instytucie Pedagogicznym. W latach 1975–1976 pracował jako nauczyciel w Szkłowie, a od 1977 do 1983 pełnił funkcję wicedyrektora szkoły średniej nr 3 w Szkłowie.
W latach 1983–1991 był zatrudniony w organach spraw wewnętrznych rejonu szkłowskiego. Po 1991 powrócił do pracy jako nauczyciel. W tym samym czasie został asystentem deputowanego Rady Najwyższej Republiki Białorusi Alaksandra Łukaszenki. Uczestniczył w kampanii wyborczej Łukaszenki w wyborach prezydenckich w 1994. Po wyborze Łukaszenki na stanowisko Prezydenta Republiki Białorusi został jego głównym doradcą.
W drugiej turze wyborów parlamentarnych 28 maja 1995 roku został wybrany na deputowanego do Rady Najwyższej Republiki Białorusi XIII kadencji ze szkłowskiego okręgu wyborczego nr 177. 9 stycznia 1996 roku został zaprzysiężony na deputowanego. Od 23 stycznia pełnił w Radzie Najwyższej funkcję członka Stałej Komisji ds. Ekologii i Eksploatacji Przyrody. Był bezpartyjny, należał do popierającej prezydenta Alaksandra Łukaszenkę frakcji „Zgoda”. Od 3 czerwca był przewodniczącym grupy roboczej Rady Najwyższej ds. współpracy z parlamentem Republiki Kirgizji. Poparł dokonaną przez prezydenta kontrowersyjną i częściowo nieuznaną międzynarodowo zmianę konstytucji. 27 listopada 1996 roku przestał uczestniczyć w pracach Rady Najwyższej i wszedł w skład utworzonej przez prezydenta Izby Reprezentantów Zgromadzenia Narodowego Republiki Białorusi I kadencji. Zgodnie z Konstytucją Białorusi z 1994 roku jego mandat deputowanego do Rady Najwyższej zakończył się 9 stycznia 2001 roku; kolejne wybory do tego organu jednak nigdy się nie odbyły.
Będąc deputowanym do Rady Najwyższej, pełnił funkcję członka Prezydium Rady. Stał na czele frakcji "Zgoda". Na inauguracyjnej sesji Izby Reprezentantów 28 listopada 1996 został wybrany na stanowisko zastępcy przewodniczącego Izby. W wyborach parlamentarnych w 2000 uzyskał reelekcję. 21 listopada 2000 ponownie wybrany na stanowisko zastępcy przewodniczącego.
W 2004 po raz kolejny znalazł się w składzie Izby Reprezentantów, a 16 listopada 2004 został wybrany na stanowisko przewodniczącego. 11 września 2007 podał się do dymisji formalnie z powodu złego stanu zdrowia. 2 października dymisja została przyjęta w głosowaniu przez Izbę Reprezentantów.
Pełnił funkcję pierwszego zastępcy przewodniczącego Zgromadzenia Parlamentarnego Związku Rosji i Białorusi, był członkiem Rady Zgromadzenia Międzyparlamentarnego Państw-Stron Wspólnoty Niepodległych Państw oraz Biura Zgromadzenia Międzyparlamentarnego Euroazjatyckiej Wspólnoty Gospodarczej.
W listopadzie 2013 roku niespodziewanie został aresztowany, ale wypuszczono go po dwóch tygodniach. W czerwcu 2014 w trakcie procesu utajnionego od publiczności został skazany na karę grzywny w procesie przeciwko byłemu zastępcy prokuratora generalnego Białorusi Anatola Archipaua. Kanaplou został uznany za winnego niedoniesienia o przestępstwie ciężkim.
Pełni funkcję Prezesa Białoruskiej Federacji Piłki Ręcznej. Kierował również białoruskim oddziałem Funduszu Jedności Narodów Prawosławnych oraz stowarzyszeniem "Klub Sportowy 11 Plus".

## Udział w fałszowaniu wyborów
Według raportu przygotowanego przez polską Fundację Wolność i Demokracja, Uładzimir Kanaplou brał udział w fałszowaniu wyborów parlamentarnych i prezydenckich. 2 lutego 2011 roku znalazł się na liście pracowników organów administracji Białorusi, którzy za udział w domniemanych fałszerstwach i łamaniu praw człowieka w czasie wyborów prezydenckich w 2010 roku otrzymali zakaz wjazdu na terytorium Unii Europejskiej.

## Życie prywatne
Uładzimir Kanaplou w 1995 roku mieszkał w Szkłowie.